# Jeru the Damaja
Jeru the Damaja, pseudonimo di Kendrick Jeru Davis (New York, 14 febbraio 1972), è un rapper statunitense.

## Il personaggio
Il suo pseudonimo è composto dal nome di battesimo Jeru, scelto da suo padre rastafariano in riferimento a Heru, figlio degli dèi egizi Osiride e Iside; il nome significa "primo dio", e dall'epiteto the Damaja (ossia the damager, in italiano "il danneggiatore"), che allude figurativamente a chi danneggia i microfoni attraverso la potenza delle sue rime.
Il suo nome d'arte esprime la forza espressiva e la durezza dei temi affrontati nei suoi testi, nei quali fa ampio uso di figure retoriche e utilizza un linguaggio ricercato. Critica il materialismo moderno combattendo contro i luoghi comuni, il razzismo e ogni forma di oppressione. Inoltre è di fede taoista e segue un regime alimentare vegetariano.  
Questo artista vede il suo periodo migliore negli anni novanta, in particolare tra il 1993 e il 1996 collaborando con artisti dello spessore di DJ Premier e Guru dei Gang Starr.

## La vita e la carriera

### I primi passi
Jeru nasce e cresce a East New York, quartiere della contea di Brooklyn (zona citata frequentemente dal rapper nelle sue liriche). I suoi primi approcci con l'hip hop li ha tra i parchi locali dei sobborghi di East New York. All'età di 7 anni comincia a disegnare graffiti.
Inizia a comporre rime quando ha circa 10 anni, ispirato da sua zia Sweet G (anch'essa una rapper) e partecipa ai block parties, dove si fa conoscere come D. Original (D. Original Dirty Rotten Scoundrel), uno degli pseudonimi che lo accompagnerà per tutta la carriera. È in questo ambito che conosce DJ Premier, entrando a far parte della Gang Starr Foundation (contemporaneamente ad un'altra rap band, i Group Home), ossia il collettivo degli MC che hanno iniziato la loro carriera attraverso i Gang Starr.

### Il debutto e la ribalta della East Coast
Nel 1992, il rapper fa il suo debutto in "I'm The Man", traccia di Daily Operation, terzo album dei Gang Starr. Nell'anno successivo, il 1993, esce il suo primo singolo "Come Clean", prodotto da DJ Premier.
La canzone è un successo immediato nell'underground: il singolo ha un'importanza cruciale in un periodo in cui il West Coast hip hop, il Gangsta e il G-funk dominano la scena del panorama della musica rap e l'East Coast, dopo lo scioglimento dei Boogie Down Productions e il declino dei Public Enemy, è in crisi. Il singolo è una piccola ribalta e va contro la corrente predominante del rap di quel periodo. Iniziando dal testo, dove infatti entra in conflitto con il gangsta rap e lo prende in giro attraverso una serie di metafore, in quanto genere "montato" e in un certo senso esagerato, che ha perso attitudine con la realtà. Il beat è campionato da "Throw Ya Gunz" degli Onyx, particolare e grezzo; la goccia che si può udire nella base rappresenta la tortura della goccia cinese, o meglio per l'autore rappresenta un senso di sofferenza, di oppressione e di ribellione, rappresentato a pieno nel video musicale.
Nel seguente anno, Jeru ricompare in "Speak Ya Clout", traccia di Hard to Earn, nuovo album dei Gang Starr e fa la sua apparizione in "Graffiti", uno dei brani di "Blowout Comb", album del gruppo jazz rap Digable Planets.

#### The Sun Rises in the East
Kendrick qualche mese dopo realizza il suo primo album "The Sun Rises in the East", affiancato da un giovane Afu-Ra e prodotto interamente da DJ Premier e nel quale viene compresa anche "Come Clean". Il CD è un "instant classic" e diventa subito disco d'oro superando le 500 000 copie vendute (parecchie per un disco underground). Tutto ciò avviene grazie anche a uno stile innovativo, toni polemici, tipici del Conscious hip hop, uniti ai toni e ai suoni aggressivi dell'Hardcore hip hop.
Il titolo "The Sun Rises in the East", in italiano "Il sole sorge da est", ha un grande significato nell'album:
- Tende a ribadire la superiorità dell'est per l'autore: dell'East Coast hip hop, di New York (che si trova sulla costa est degli Stati Uniti) e del suo quartiere East New York.
- È richiamato nella copertina, dove è disegnata la torre nord del World Trade Center in fiamme (immagine legata all'esplosione del 26 febbraio 1993), che rappresenta un'alba artificiale e metaforica che si svolge appunto a New York, alba che a sua volta simboleggia la rinascita della costa est.
- È in relazione con le basi, che hanno sonorità orientali: questo tipo di suono (introdotto un anno prima dai Wu-Tang Clan in "Enter the Wu-Tang (36 Chambers)") è collegato altresì al suo amore per l'oriente condiviso con il compagno Afu-Ra, fatto constatabile dalla sua religione (Taoismo) e dalle varie copertine dei loro album.

Il pezzo "Da Bichez", in cui Jeru fa un'ironica riflessione sul lato più materialista del gentil sesso, è al centro di polemiche. I Fugees la criticano definendola troppo volgare. In "Zealots" (termine di derivazione ebraica che sta a significare "uomo attaccato alle tradizioni", "tradizionalista"), traccia dell'album "The Score", lo menzionano commentando alcune rime di una delle canzoni di Jeru, precisamente "You Can't Stop the Prophet".

### I Dissing e Wrath of the Math
Nel 1995 diventa membro del gruppo Crooklyn Dodgers '95, progetto rap composto anche da O.C. e Chubb Rock che produce un ottimo singolo, "Return of the Crooklyn Dodgers". Contemporaneamente, The Damaja collabora col supergruppo D&D All-Stars e insieme, realizzano il singolo "1, 2 Pass It", per l'album "The D&D Project". L'anno seguente prende parte come attore in "Gang In Blue", film thriller/drammatico diretto da Melvin Van Peebles con il figlio Mario Van Peebles. Nel 1996 è la volta di "Wrath of the Math", di cui viene realizzata anche una versione "Clean", ovvero censurata; Jeru è arrabbiato, ha molto da dire e lo dimostra. È sempre affiancato da Premier nel nuovo lavoro, che si presenta meno duro sonoramente, di impronta spirituale, ma ossessivamente polemico. Beat originali e accuse al rap commerciale caratterizzano questo album, questa volta le vittime di Jeru sono due case discografiche: Death Row Records e Bad Boy Entertainment. Entra difatti al centro dell'attenzione "One Day", dove l'autore deride Foxy Brown, la rapper membro dei The Firm, e immagina metaforicamente che Puff Daddy durante una rapina prenda un ostaggio: l'hip hop. Nell'intro di "Me or the Papes", ma in particolare in "Black Cowboys", vi è una reazione a un diss subito dai Fugees, infatti in quest'ultima fa delle osservazioni circa "Cowboys", traccia anch'essa inclusa nell'album "The Score". Dopo la realizzazione di "Wrath of the Math", Jeru entra in rottura con Guru e DJ Premier, rottura causata anche dalla partecipazione del secondo nell'album di The Notorious B.I.G., Life After Death. Di conseguenza l'MC e il duo prendono due strade differenti. "Tha Bullshit" infierisce ancora sul Gangsta rap; il brano parla di un sogno in cui l'MC stesso diventa un gangster, fa in modo ridicolo tutto ciò che in genere i gangsta rapper dicono di fare nei testi delle loro canzoni e alla fine si risveglia. Quella del sogno è un'allegoria per dire che ciò che fanno i gangsta rapper è immaginario, come avviene nei sogni.
In conclusione, "The Sun Rises in the East" e "Wrath of the Math" possono essere considerati dei classici, avendo contribuito alla rinascita dell'East Coast hip hop ed avendo rappresentato un periodo.

### Il declino
Negli anni successivi Jeru the Damaja inizia a perdere peso nel contesto musicale hip hop.

#### Heroz4Hire
Nel 1999 tocca a "Heroz4Hire" (Jeru's Supahuman Klick), che nonostante il discreto successo non raggiunge il livello dei due precedenti album e segna l'inizio di una lenta discesa. Questo è il primo lavoro in cui non vi sono produzioni di DJ Premier ed è per una metà auto-prodotto, per l'altra è prodotto da Miz Marvel (che partecipa anche a quattro dei dodici pezzi) con l'etichetta indipendente KnowSavage Records. "99.9 Percent", uno dei singoli estratti, è un attacco verbale ai Gang Starr, suoi ex-affiliati.
John Bush del database musicale Allmusic si dice contento della produzione, afferma che è simile ai precedenti lavori con Premier, ma non altrettanto orecchiabile.
Q Magazine, invece, nella terza uscita del '99 (6/00, p.108), definisce l'album:
(Q Magazine)

Nello stesso anno il cantante collabora con il gruppo hip hop spagnolo Violadores del Verso in "Solo quedar consuelo".

#### Divine Design
L'artista prende contatto anche con l'hip hop giapponese, nel 2000 assieme a Dj Honda realizza El Presidente e nel 2002 con la collaborazione di Nipps e con la produzione di Dj Hazu esce il singolo Sword Heads. L'anno successivo incide "Verses of Doom", per la compilation hip hop dello skater professionista Chad Muska intitolata Muskabeatz; oltre Jeru partecipano al progetto MC's come Biz Markie, Ice-T e Flavor Flav. Il brano viene inserito tra le colonne sonore del videogames sportivo di skateboard "Tony Hawk's Pro Skater 4".
Poco tempo dopo, termina "Divine Design", affiancato dal singolo/EP "Rap Wars/Don't Get It Twisted", non incluso all'interno dell'album. Questo è il quarto dei suoi album, ma il primo con etichetta Ashenafi Records e soprattutto il primo a non entrare nemmeno in classifica. Le produzioni questa volta sono affidate a Ed Dantez e a Sabor.

#### Still Rising
Nel 2005 si avvicina all'hip hop italiano, partecipando in "Un cuore che batte", traccia dell'album "Guerra fra poveri" (featuring Il Turco) di Mr. Phil. Nel 2006 Pete Rock remixa un suo classico, "You Can't Stop the Prophet", per "Underground Classics", album dove vengono riproposti vecchi successi dell'underground; nel 2007, Jeru pubblica "Still Rising", sempre con etichetta discografica Ashenafi Records. Nel 2012 partecipa all'album Remix with the Sun del collettivo francese Chinese Man nel pezzo The Mourning Son. Recentemente, uno dei suoi pezzi, "D. Original", è stato inserito tra le colonne sonore del videogioco d'azione/sparatutto Grand Theft Auto IV.

## Discografia

### Album in studio
- 1994 - The Sun Rises in the East
- 1996 - Wrath of the Math
- 1999 - Heroz4Hire
- 2003 - Divine Design
- 2007 - Still Rising

### Singoli
- 1993 - Come Clean
- 1994 - D. Original
- 1994 - You Can't Stop the Prophet
- 1995 - 1, 2 Pass It - D&D All-Stars ( Mad Lion, Doug E. Fresh, KRS-One, Fat Joe, Smif-N-Wessun & Jeru the Damaja)
- 1995 - Return of the Crooklyn Dodgers (ft. Chubb Rock & O.C.)
- 1996 - Ya Playin' Yaself/One Day
- 1996 - Me or the Papes/The Bullshit/Me, Not The Paper
- 1999 - 99.9 Pacent/Verbal Battle (ft. Miz Marvel)
- 1999 - Black Luv
- 2002 - Sword Heads (ft. Nipps)
- 2003 - War
- 2003 - Rap Wars/Don't Get It Twisted (ft. Lil' Dap)
- 2003 - Rasta Powers
- 2006 - You Can't Stop the Prophet (Remix)/You Can't Stop the Prophet
- 2007 - The Crack